# グラハム・マーシュ
グラハム・マーシュ（Graham Marsh, 1944年1月14日 - ）は、オーストラリア・パース出身のプロゴルファー。
1974年に日本のツアートーナメントで初めて3週連続優勝を達成した。
アメリカPGAツアーでは1977年ヘリテージ・クラシック、ヨーロピアンツアーでは1972年スイスオープンなど13勝、世界4大ツアーも制して通算60勝以上を記録。
世界を股にかけて活躍したことから「渡り鳥」の愛称で親しまれた。
兄は元クリケット選手のロッド・マーシュ。

## 来歴・人物
西オーストラリア大学とクレアモント教員養成大学に通い、郷里の豪州パースで勤めていた高校の数学教師を退職してゴルフに転身。
1968年5月の南オーストラリアンオープンでデビューし、単独3位に終わったが、ピーター・トムソンはジ・エイジ紙でこの大会について記事を書き、マーシュについて「この才能ある選手はすぐにもっと上位に食い込むだろう」と述べた。
1970年にはニュージーランドのカルテックストーナメントでパー5の18番ホールに入ると、モーリス・ベンブリッジ（イングランド）、地元のテリー・ケンドールと並び首位タイとなるが、パーしか取れず、1打差の287で単独3位となった。
1970年代から1980年代にかけてはヨーロピアンツアー、日本ツアー、オーストラリアPGAツアーで常連の優勝者となり、1972年と1973年にはアジアサーキットの総合タイトルを獲得 。
1973年の第1回BVD杯フジサンケイトーナメントでは大場勲と共に猛暑の初日にコースレコードタイの68をマークし、2日目には66で青木功と並んでの5位タイに着けた。3日目には大場と共に無難にまとめて橘田規・竹安孝博と並んでの2位タイに着け、最終日には猛暑の中を快調に飛ばす。アウトで38と崩れた若い中村通を33をマークしてあっさり逆転し、後半はやや伸び悩んだものの、1打差で中村を振り切り第1回のチャンピオンとなる。現大会名「フジサンケイクラシック」となった1974年の第2回は首位から3打差までに中村・尾崎将司と共に着けると、8番に続き11番と2つのロングでイーグルを連発して一気にリードし、尾崎はインで崩れたことでそのまま逃げ切った。
1974年のペプシトーナメントでは最終日、謝永郁（中華民国）と通算4アンダーで並びプレーオフに持ち込み、4ホール目でバーディを奪って競り勝ち、3週連続優勝を達成。1981年の同大会では最終日に7バーディ・1ボギーの66で大逆転し、追い上げる羽川豊を振り切って通算18アンダーで優勝。
1975年に札幌国際カントリークラブ島松コースで初めて開催された札幌とうきゅうオープンでは前日首位の村上隆と2打差で迎えた最終日に1打差の謝永と共にアウトを3バーディーの33とし、インのスタートを通算7アンダーの1打差に着けた。謝永と雨中でパープレーの熱戦を続けたが、13番のミドルホールで2オンに失敗し、1.5mのパットも逃してボギーの謝永に並ぶ。15番では2オンから9mのロングパットを沈めてバーディーとするが、難しいフックラインも慎重に芝目を読んでうまく決め、1打差の単独首位に立つ。最終ホールはピン左前2mに着け8アンダーとスコアを伸ばし、宮本省三のイーブンパー9位からの凄まじい追い込みも封じて逃げ切った。同大会の優勝で獲得賞金が約1500万円となり、一時は青木を抜いて首位に躍り出た。
1975年にはウィザードトーナメントを通算3アンダーで優勝し、1976年には通算4アンダーで大会2連覇を達成。
1976年のKBCオーガスタでは初日が豪雨で中止となり、大会初の54ホール・ストロークプレーで行われたが、安田春雄と共に3日間69をマーク。最終日に安田と通算9アンダー207で並んで2年連続サドンデス・プレーオフに持ち込み、プレーオフでは16番で安田と同じ3番アイアンを使ったティーショットで5mに着け、慎重に狙ったパットは軽いスライスラインに乗って的確にカップイン。2.5mに着けた安田より先にバーディーパットを決めたのに対し、安田は2.5mを打ち切れずに1ホールで決着したため、外人勢初の大会制覇となった。
1976年のサントリーオープンでは初日をボギー無しの6バーディー、6アンダー66をマークして首位でスタートした。2日目には9、10番でボギーを叩いた時にアップライトなスイングになっているのに気付き、フラットに直した途端にショットが安定。堅実なプレーで6バーディー、2ボギーの68をマークし、通算10アンダー134で2位タイの安田春雄・内田繁に3打差を付けて首位を守る。3日目にはスタートでいきなりバンカーに打ち込んでボギーとしたが、2番で2mを沈めてすぐに盛り返すと、4番から連続4ホールをバーディーの連取で首位を突っ走る。4番のロングホールは3打をピン左奥3mに着けバーディー、5番は2打をグリーン手前に落としてパターで10mをねじ込み、6番は3m、7番は5mとカップに消えていく。インでも崩れを見せず、冴えたパットで素晴らしいゴルフを見せて、7バーディー、1ボギーの66、通算16アンダー200で2位に7打差付けて独走態勢に入った。最終日は出だしでいきなりボギーを叩き、2番で2mを沈めて3日目と同じ滑り出しであったが、この後もボギー、バーディーの繰り返しが続く。3番では期間中初の3パットをするなど狂いが目立ち、12番では1打を右の林に入れて出したものの、4オン2パットのダブルボギーを叩いた。7打差あった2位との差も、3日目まで6位にいた青木に12番では2打にまで迫られるが、青木も12番はボギーで、14番でピン手前1mを外してボギーとする。マーシュは13番のパーパットを決めて平常に戻っており、通算15アンダー273で青木に3打差付けて逃げ切り優勝する。
1977年の中日クラウンズでは4打差8位タイからスタートした最終日に一気に追い上げ、一時はマーシュ、謝永、尾崎、森憲二が、通算2オーバーで横一線に並び混戦模様となる。尾崎は13、14番で連続ボギーの後、15番では、林を渡り歩いて大崩れ。謝永は、13、15、16番とパットが不調で失速。森も後退していったが、マーシュは11番のバーディで単独首位に立つと、15番でも1メートルのバーディパットを沈め、3打リードして17番を迎えた。4年前に優勝争いの中、17番でトリプルボギーを叩き脱落したが、今度は見事にバーディを奪い“魔の17番”を克服。通算イーブンパーながら、8度目の挑戦で初の栄冠を手にした。
1979年の全日空札幌オープンでは3日目に14番で10mの難しいバーディパットを決め、通算4アンダーで2位に着けた。最終日には堅実なゴルフでイーブンパーにまとめ、通算4アンダーで大会初優勝、杉原輝雄の3連覇を阻止すると同時に日本では2年4ヶ月ぶり、通算7勝目を挙げた。
1981年の中日クラウンズでは3日目に65とチャージして23位タイから一気にトップと1打差の3位に浮上し、最終日には各選手が伸び悩む中、3日目までトップを死守してきたD.A.ワイブリング（アメリカ）と優勝争いを繰り広げた。マーシュは11番5m、13番6mと難しいバーディパットを決めてワイブリングを捕えると、追いつかれたワイブリングは14番で8mのバーディパットを沈めたが、15番で手痛いボギー。マーシュは17番で14mの長いバーディパットを沈めて勝負を決め、第18回に続き2度目の栄冠となった。
1985年のローレンス・バトレー国際では2日目にマイケル・キング（イングランド）と首位タイで並び、3日目には通算6アンダー210でリック・ハートマン（アメリカ）に2打差付けて単独首位に立つと、最終日には通算5アンダー283で優勝。
1985年の東海クラシックでは3日目に通算7アンダーで首位の尾崎直道に並び、72ホール目、最終日18番ホールまで青木と競り合い、グリーン上の戦いとなり、共に2オン。マーシュがパー、青木が痛恨の3パットを喫し、マーシュが5度目の出場で初優勝。
1986年のサントリーオープンでは3日目に18番でバーディーパットを決めるなど通算8アンダーで首位に並び、3週連続優勝を狙った青木をプレーオフで破り、日本で1年ぶりの優勝を果たした。
1989年には札幌とうきゅうオープン2勝目を挙げ、1990年の東海クラシックでは3日目に8バーディ・ノーボギーのベストスコア64をマークし単独トップに立ち、最終日、台風20号の接近で中止となり54ホールに短縮、前日までの成績で順位が決まり、5年ぶり2度目の優勝を飾った。
マーシュはヨーロピアンツアーで傑出した勝率を示し、シーズン中に欧州で7イベント以上プレーしたことがなかったにもかかわらず、11のタイトルを獲得。1977年にはイギリスで開催された世界マッチプレー選手権でも優勝するなど、通常のキャリアで合計56勝し、同時代で最も成功したプレーヤーの1人になった。
1994年にはシニア入りを待ちかねるように50歳になるとすぐアメリカシニアツアーに参戦し、9シーズンで6勝を挙げ、通算獲得賞金はレギュラー時代に日本ツアーで獲得した5億5000万円を超える678万ドル（8億5000万円）を獲得。2002年はトップ10入りが1回だけ、賞金ランクもこれまでで最も悪い46位に終わった。
1998年には青木の5連覇なるかで話題となった日本シニアオープンで初日から首位に立ち、通算14アンダーで同大会の初優勝を飾った。
2004年には4つの主要なゴルフツアー（PGAツアー、ヨーロピアンツアー、チャンピオンズツアー、またはヨーロピアンシニアツアー）において、トーナメントで同じホールで2回エースを達成した最初の選手となった。

## 日本での成績
- 1972年 - ダンロップトーナメント
- 1973年 - フジサンケイクラシック、日豪対抗
- 1974年 - フジサンケイクラシック、ダンロップトーナメント、ペプシトーナメント、ブリヂストントーナメント
- 1975年 - 札幌とうきゅうオープン、ウィザードトーナメント
- 1976年 - KBCオーガスタ、サントリーオープン、ダンロップフェニックス、ウィザードトーナメント
- 1977年 - 中日クラウンズ、ウィザードトーナメント
- 1979年 - 全日空札幌オープン
- 1981年 - 中日クラウンズ、ペプシウィルソン
- 1982年 - 三菱ギャラン
- 1983年 - よみうりオープン
- 1985年 - 東海クラシック
- 1986年 - サントリーオープン
- 1987年 - VISA太平洋クラブマスターズ
- 1989年 - 札幌とうきゅうオープン
- 1990年 - 東海クラシック